# Rozalla
Rozalla, geboren als Rozalla Miller (Ndola, 18 maart 1964) is een Zimbabwaanse zangeres.
Rozalla werd geboren in Zambia, maar verhuisde op 16-jarige leeftijd naar buurland Zimbabwe. Daar werd ze op jeugdige leeftijd een popster. Op 24-jarige leeftijd verhuisde ze naar Londen. In het najaar van 1991 scoorde ze een wereldhit met het dansbare Everybody's free (to feel good). In Nederland bereikte de plaat de 2e positie in de destijds twee landelijke hitlijsten op de nationale publieke popzender Radio 3 (de Nederlandse Top 40 en de Nationale Top 100). 
In België bereikte de plaat eveneens de 2e positie in zowel de voorloper van de Vlaamse Ultratop 50 als de Vlaamse Radio 2 Top 30.
Opvolgers Faith (in the power of love) en Are you ready to fly bereikten in Nederland eveneens de Nederlandse Top 40 en de Nationale Top 100 en in België (Vlaanderen) de beide Vlaamse hitlijsten. In Nederland en België scoorde ze geen verdere hits, ook niet met haar versie van I love music, origineel van The O'Jays.
Haar tweede album Look No Further was geen succes en bracht alleen in Groot-Brittannië enkele hits voort. Haar derde album Coming Home werd in een gelimiteerde oplage uitgebracht. Tegenwoordig geniet zij nog enige bekendheid als clubact en vanwege de talloze remixes van haar hits van weleer.

## Discografie

### Albums
| Album met eventuele hitnotering(en) in de Nederlandse Album Top 100 | Datum van verschijnen | Datum van binnenkomst | Hoogste positie | Aantal weken | Opmerkingen |
| ------------------------------------------------------------------- | --------------------- | --------------------- | --------------- | ------------ | ----------- |
| Everybody's free                                                    | 1992                  | 04-04-1992            | 69              | 4            |             |
| Look no further                                                     | 1995                  |                       |                 |              |             |
| Coming home                                                         | 1998                  |                       |                 |              |             |

### Singles
| Single met eventuele hitnotering(en) in de Nederlandse Top 40 | Datum van verschijnen | Datum van binnenkomst | Hoogste positie | Aantal weken | Opmerkingen |
| ------------------------------------------------------------- | --------------------- | --------------------- | --------------- | ------------ | ----------- |
| Everybody's free (to feel good)                               |                       | 12-10-1991            | 2               | 13           |             |
| Faith (In the power of love)                                  |                       | 11-01-1992            | 14              | 5            |             |
| Are you ready to fly                                          |                       | 07-03-1992            | 32              | 3            |             |

- Bibliothèque nationale de France: cb13941761b (data)
- Gemeinsame Normdatei: 134753348
- International Standard Name Identifier: 0000 0001 0717 7835
- Library of Congress Control Number: no00002739
- MusicBrainz: a41e9be6-6caf-464d-b3a8-48fdebc179f7
- Nationale Bibliotheek van Tsjechië: mzk2008451420
- Nederlandse Thesaurus van Auteursnamen: 121942538
- Virtual International Authority File: 7578857